# Julius Evola
Pour les articles homonymes, voir Evola.
Giulio Cesare Andrea Evola, plus connu sous le nom de Julius Evola, né à Rome le 19 mai 1898 et mort dans la même ville le 11 juin 1974, est un philosophe, « métaphysicien », poète, peintre, ésotériste et idéologue d'extrême droite italien. Evola considérait ses valeurs comme aristocratiques, monarchistes, masculines, traditionalistes, héroïques et résolument réactionnaires. Penseur excentrique de l'Italie fasciste, il entretenait aussi des liens avec l'Allemagne nazie. Durant les années d'après-guerre, il était connu comme le mentor idéologique de la mouvance néofasciste italienne.
Né à Rome, il a servi comme officier d'artillerie pendant la Première Guerre mondiale. Il est devenu un artiste dada, abandonnant la peinture lorsqu'il atteint la vingtaine. Il a déclaré avoir pensé au suicide jusqu'à ce qu'il ait une révélation en lisant un texte bouddhiste. Dans les années 1920, il plongea dans l'occultisme ; il écrivit sur l'ésotérisme occidental et sur le mysticisme oriental, développant sa doctrine de « l'idéalisme magique. »
Ses écrits mélangent diverses idées de l'idéalisme allemand, de la philosophie orientale, du pérennialisme et de la révolution conservatrice allemande de l'entre-deux-guerres, avec des thèmes tels que l'hermétisme, la métaphysique de la guerre et du sexe, le tantra, le bouddhisme, le taoïsme, l'alpinisme, le Graal, les civilisations et la décadence. Evola croyait que l'humanité vivait dans le Kali Yuga, un âge sombre d'appétits matérialistes déchaînés. Pour contrer cela et appeler à une renaissance primordiale, Evola a présenté un « monde de Tradition. » La tradition pour Evola n'était pas chrétienne – il ne croyait pas en Dieu – étant plutôt une connaissance surnaturelle éternelle avec des valeurs d'autorité, de hiérarchie, d'ordre, de discipline et d'obéissance.
Il est le théoricien d'un élitisme antimoderne fondé sur la référence à une tradition « aryo-nordique » définie par la « mythologie solaire » et le « principe aristocratique mâle », opposé au « principe féminin » de la démocratie. Selon le professeur Franco Ferraresi, la pensée d'Evola peut être considérée comme l'un des « systèmes antiégalitaires, antilibéraux, antidémocratiques et antipopulaires les plus cohérents du XXe siècle ». De nombreux écrits d'Evola sont connus pour leur misogynie, leur racisme, leur antisémitisme et leurs attaques contre le christianisme et l'Église catholique.
Evola a plaidé pour les lois raciales de l'Italie fasciste et est devenu le principal « philosophe racial » d'Italie. Les remarques autobiographiques d'Evola font allusion à son travail pour le Sicherheitsdienst ou SD, le service de renseignement des SS et du parti nazi. Il a fui vers l'Allemagne nazie en 1943 lorsque le régime fasciste italien s'est effondré, revenant à Rome sous le gouvernement fantoche de la République sociale italienne pour organiser un groupe d'extrême-droite. En 1945 à Vienne, un fragment d'obus soviétique le laisse paralysé des membres inférieurs.
Lors de son procès en 1951, Evola nie être un fasciste et se qualifie plutôt de « superfasciste. » Dans sa revue bimensuelle La Torre, il affirme : « Nous ne sommes ni fascistes, ni antifascistes […] Nous voudrions un fascisme plus radical, plus intrépide, un fascisme vraiment absolu, fait de force pure, inaccessible à tout compromis ». L'historienne Elisabetta Cassina Wolff écrit que « On ne sait pas si cela signifiait qu'Evola se plaçait au-dessus ou au-delà du fascisme ». Evola est surnommé « l'idéologue en chef » de l'extrême droite italienne après la Seconde Guerre mondiale. Il devient une référence de la Nouvelle Droite italienne, française, et américaine. Il continue d'influencer les mouvements traditionalistes et néo-fascistes contemporains,,.

## Biographie

### Enfance et adolescence
Giulio Cesare Andrea Evola naît à Rome d'une famille de la petite noblesse sicilienne. Il adopte le prénom de Julius par admiration pour la Rome antique. Comme il le relate dans Le Chemin du cinabre, son enfance et son adolescence sont remplies par la lecture. Il est particulièrement marqué par les œuvres d'Oscar Wilde, de Gabriele D'Annunzio et de Dimitri Merejkovski. Il s'intéresse aussi très tôt à la philosophie et tout particulièrement à Carlo Michelstädter, Otto Weininger, et surtout à Friedrich Nietzsche. Il reçoit également l'influence de Giovanni Papini, « champion de la primauté des forces spirituelles et de la mission civilisatrice de l'Italie ». Il fait des études techniques et mathématiques puis entame des études d'ingénieur, auxquelles il met fin pour s'intéresser à l'art et à la philosophie.

### La période artistique
Influencé par l'avant-garde italienne, se posant en aristocrate dandy, le jeune baron Evola peint, écrit, se lie au futurisme et devient l'ami de Giacomo Balla. En 1915, il engage une polémique avec Filippo Tommaso Marinetti, auquel il s'oppose à propos de l'entrée en guerre de l'Italie. Il reste au nombre des futuristes.
En 1917, alors âgé de dix-neuf ans, il participe comme sous-lieutenant d'artillerie à la Première Guerre mondiale, sans prendre part à aucune action d'envergure. S'il n'est pas alors nationaliste, il connaît une fascination pour les grands empires, y compris ceux qu'il doit combattre.
En 1919, il adhère au dadaïsme et se lie au groupe de Zürich et à Tristan Tzara, avec qui il entretient une correspondance soutenue. Entre 1920 et 1922, il expose ou participe à des événements Dada à diverses reprises, à Rome, Berlin ou Paris, signe le tract Dada anti-futuriste Dada soulève tout et publie différents ouvrages sur l'art ainsi qu'un manifeste, L'art comme liberté et égoïsme.
À cette époque de « dérèglement de tous les sens », il fait l'expérience de drogues hallucinogènes pour éprouver des états de conscience altérés. Il critique ultérieurement l'usage de ces substances comme moyen de transcendance. Cette époque marque le début pour lui d'une crise existentielle, qui va bouleverser ses habitudes intellectuelles. Il ne supporte plus la « vie ordinaire » qu'il mène alors à Rome. À vingt-trois ans, il tente de mettre fin à ses jours.
Avant d'exécuter la sentence qu'il s'était lui-même rendue, il lit un texte bouddhiste. Il assimile ce qu'il ressent alors à une illumination. « Qui prend l'extinction comme extinction, et une fois ceci fait, pense à l'extinction, réfléchit sur l'extinction, et se dit : “mienne est l'extinction” et se réjouit de l'extinction, celui-là ne connaît pas l'extinction », disait le texte. Ce suicide avorté sera une vraie mort pour Evola, mort à la peinture et à la poésie qu'il cesse de pratiquer à partir de 1922, et une naissance à la philosophie à laquelle il va désormais se consacrer. L'intérêt de l'auteur italien pour les traditions orientales se révèle alors pleinement.

### La période philosophique
À ses débuts, Evola est marqué par les idéalistes allemands, particulièrement Fichte, Schelling et Novalis qui le conduisent à construire une théorie et une phénoménologie de l'« Individu absolu » puis sur la voie d'un « Idéalisme magique », repoussant la conception classique d'un ordre objectif ou noétique de vérité. Il croise ensuite l'influence « foudroyante » des écrits du philologue et anthropologue romantique suisse Johann Jakob Bachofen, duquel il reprend l'idée d'opposition entre deux civilisations - ourano-virile contre tellurico-lunaire-féminine, base d'une bipolarité masculin-féminin -, sur base d'interprétations mythologiques teintées de « subjectivisme mystique et de fantaisie imaginative » qui « se substitue à la critique et défie toute chronologie ».

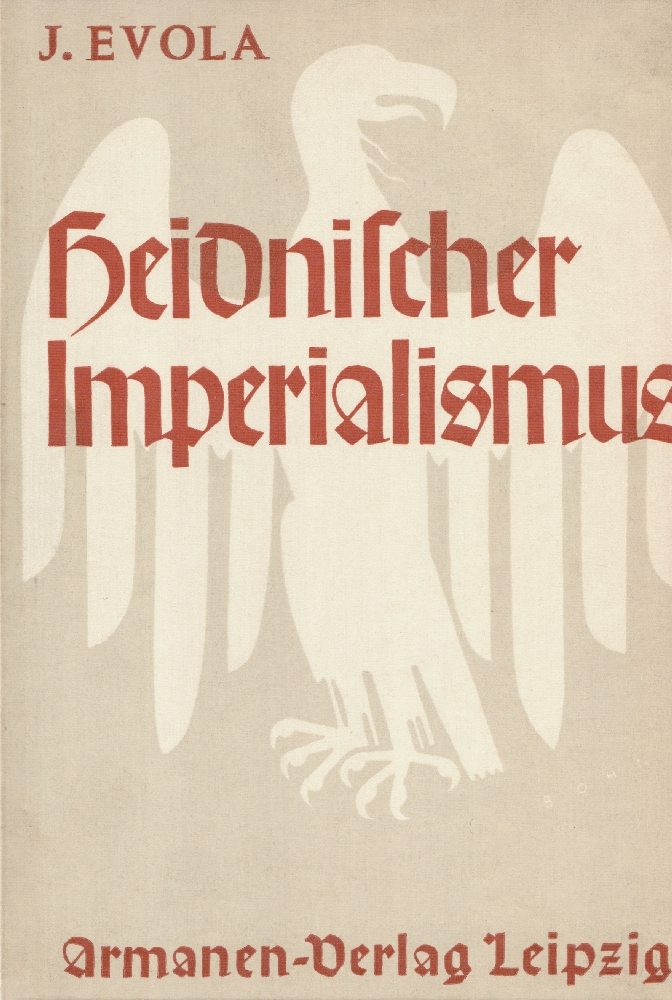
Heidnischer Imperialismus (1933), édition allemande de l’Impérialisme païen.

En 1925, Evola publie son premier essai, Essai sur l'idéalisme magique, qui est suivi en 1926 de l’Homme comme puissance - réintitulé en 1949 Le Yoga tantrique - dans lequel il expose le cœur de la métaphysique indienne. En 1926, il se lie à un groupe d'ésotéristes romains, le « groupe d'Ur », groupe de recherche dont l'objectif est d'étudier « les doctrines ésotériques et initiatiques avec sérieux et rigueur » et dont il dirige la revue de 1927 à 1930.
En 1928, il publie un ouvrage qui le rend célèbre en Italie : Impérialisme païen. Il y attaque, d'un point de vue nietzschéen, le christianisme et défend l'idée d'une incompatibilité fondamentale d'un fascisme authentiquement radical avec la morale chrétienne. Par cet ouvrage, publié à la veille des accords de Latran, il se met à dos les dirigeants fascistes favorables au concordat avec l'Église, et notamment Giovanni Gentile. Il regrettera cependant le caractère violemment polémique du livre, et souhaitera qu'il ne soit plus réédité de son vivant. Il reviendra également quelques années plus tard sur ce qu'il appellera le « malentendu du nouveau paganisme ».
Cette époque est marquée pour lui par la lecture intensive de la Bhagavad-Gītā, « le livre de la sagesse guerrière aryenne », qu'il emmène avec lui lors de ses ascensions en montagne, ainsi que de l'œuvre de René Guénon. C'est sous l'influence de ce dernier qu'il quitte les thèses extrémistes d’Impérialisme païen pour revenir à la considération de la Tradition, et fonde la revue La Torre. On peut lire dans un éditorial de cette revue qu'elle est destinée à « défendre les principes qui pour nous seraient absolument les mêmes, que l'on se trouve dans un régime fasciste, communiste, anarchique ou démocratique. En eux-mêmes, ces principes sont supérieurs au plan politique ». La revue n'est guère appréciée par le régime fasciste qui l'interdit le 15 juin 1930 après à peine dix numéros.
Evola publie plusieurs essais, traduisant son intérêt pour la philosophie (Théorie de l'individu absolu, 1927 ; Phénoménologie de l'individu absolu, 1930), l'ésotérisme (La Tradition hermétique, 1931), le mouvement des idées (Masque et visage du spiritualisme contemporain, 1932). À la même période, il effectue de dangereuses courses en montagne, et devient rapidement un alpiniste de haut niveau.

### La période politique
Depuis qu'il est acquis à la pensée traditionnelle, Evola entend guider le fascisme à travers le prisme de la Tradition, une tentative qu'il estime dans sa vieillesse manquer de sens tactique sinon de sens commun : il n'aura en effet trouvé que peu d'écoute dans les sphères mussoliniennes quand, à la fin des années 1920, il décrit ses positions anticléricales — voire anti-chrétiennes —, considérant que le paganisme romain offrait une base solide pour le fascisme, et encore moins lorsqu'il développe ses propositions traditionnelles.
Il poursuit néanmoins — sans grand succès — ses tentatives pour influer sur la pensée fasciste et publie à partir de 1934 dans l'influent quotidien de Roberto Farinacci, Il Regime fascista, une page sur les « problèmes spirituels dans l'éthique fasciste » — « Diorama filosofico » — dans laquelle il accueille régulièrement, jusqu'en 1943, les contributions de penseurs traditionnels au nombre desquels René Guénon, de différents auteurs européens dont Paul Valéry et même de Himmler. Evola collabore également à la revue La Vita italiana de l'idéologue fasciste Giovanni Preziosi.
En 1934, Evola publie son œuvre la plus célèbre, Révolte contre le monde moderne, où il décrit la déchéance du monde moderne, annoncée par les traditions antiques. Sa parution lui vaut des réactions contrastées de la part du monde intellectuel, notamment de Giovanni Gentile, philosophe fasciste hégélien qui émet un avis hostile, ou encore Gottfried Benn (avec qui Evola partage l'esprit de la tradition « dorienne ») et Mircea Eliade, tous deux laudatifs.
À l'aube de la guerre italo-éthiopienne, Evola invite Mussolini à faire de l'Italie une « nation de guerriers » capable d'apprécier et d'admirer la « valeur sacrée du combat ». Ayant renoncé à la « traditionalisation » du régime fasciste, Evola nourrit alors quelques espoirs d'obtenir de meilleurs résultats avec le régime nazi qui accède au pouvoir en 1933 : en Allemagne, son œuvre est appréciée parmi les cercles d'intellectuels antiparlementaires de droite autoritariste, comme le Herrenklub de Berlin et une traduction augmentée et « traditionalisée » de son Impérialisme païen parue en allemand en 1933 puis celle de la Révolte contre le monde moderne en 1935 reçoivent bonne presse.
Dans l'espoir de faire école au sein du troisième Reich, il prononce ainsi plusieurs conférences dans l'Allemagne nazie. Evola admire Heinrich Himmler, qu'il connait personnellement. Il développe notamment l'idée d'une alliance italo-allemande qu'auraient préfigurée les gibelins, en vue de l'établissement d'un Empire « romain germanique ». Il publie Le Mystère du Graal en 1937, dans lequel il étudie les fondements de la « tradition gibeline de l'Empire ». La même année, il rencontre et se lie d'amitié avec l'historien des religions Mircea Eliade. En 1938, il visite la Roumanie, où il fait la connaissance de Corneliu Zelea Codreanu, qu’il décrit comme « une des figures les plus dignes et les mieux orientées spirituellement » qu’il lui ait été donné de rencontrer.
Mais les amis traditionalistes et conservateurs d'Evola au Herrenklub perdent bientôt leur influence auprès des nazis — plusieurs d'entre eux seront même exécutés —. Sous l'influence notamment de l'ouvrage du théoricien nazi Alfred Rosenberg, Le Mythe du vingtième siècle, Evola cherche alors à s'approcher de la SS pour défendre son idée d'Empire, entreprenant une tournée des « Châteaux de l'Ordre » nazis et donnant une conférence au sein même du château de Wewelsburg, où il a été envoyé en tant qu'invité avec le capitaine de la SS italienne Leale Martelli. Heinrich Himmler — qui nourrit une rivalité avec Rosenberg — demande une enquête sur les travaux d'Evola à l'intellectuel ésotériste nazi Karl Maria Wiligut, lequel rend un rapport défavorable, estimant que l'Italien méconnaît les institutions germaniques préhistoriques et leurs significations et concluant qu'il faut rejeter ses propositions « utopiques » : Himmler décide d'empêcher Evola d'accéder aux cadres et dirigeants nazis.
Considéré comme antisémite, bien qu'il affiche une distance par rapport à l'« antisémitisme vulgaire », il approuve la législation adoptée par le fascisme à l'encontre des juifs, vue comme une « contre-mesure naturelle », et publie en 1937 avec l'idéologue fasciste Giovanni Preziosi une édition italienne des Protocoles des Sages de Sion. La même année, il publie Le Mythe du Sang en 1937, puis en 1941, Synthèse de doctrine de la race, où il expose la conception « traditionnelle » de la race, défendant une approche « spirituelle » de celle-ci et créant le concept de « race de l’esprit » qui innove par rapport aux théories biologistes raciologiques issues du XXe siècle en proposant une doctrine raciste psychologisante. Cet ouvrage, qui tend à aligner les racialismes italien et germanique tout en soulignant leurs spécificités respectives, plaît à Mussolini qui, sensible à l'idée qui y est développée d'une race « aryo-romaine » de descendance nordique, le fait traduire en allemand en tant que document officiel du racisme fasciste. Evola, qui ambitionne de lancer une revue italo-germanique bilingue, Sang et Esprit, peut, nanti d'une forme de mandat officiel des autorités fascistes, retourner à Berlin pour y présenter ses théories.
Cependant, le déplacement est un nouvel échec car, en défendant dans ses conférences allemandes l'idée que les Italiens seraient racialement à la fois nordiques et méditerranéens, il froisse les autorités consulaires fascistes qui le renvoient à Rome en septembre 1943, privé de passeport. Il s'attache alors à d'autres études et publie La Doctrine de l'Éveil, une étude sur l'ascèse bouddhique, à laquelle il continue de s'intéresser en parallèle à ses préoccupations politiques. En quelque sorte, l'éveil bouddhique et le réveil de la civilisation déclinante par la faute de la modernité, sont associés dans son esprit. La même année, il commence à organiser à Rome un groupe nommé Movimento per la Rinascita dell'Italia, précurseur des groupes d'extrême droite qui vont proliférer en Italie après la Seconde Guerre Mondiale.
Lors de la destitution de Mussolini en 1943, Evola s'enfuit en Allemagne avec les dignitaires fascistes. Il retourne brièvement à Rome lors de l'invasion allemande de la ville fuyant à nouveau devant l'avancée des troupes alliées, pour se réfugier à Vienne. Pendant les bombardements, il prend l'habitude de ne pas se réfugier dans les abris, travaillant dans son bureau ou marchant dans les rues pour, disait-il, « questionner calmement son destin». En 1945, il y est touché par un bombardement qui le laisse paralysé des membres inférieurs.
En dépit de ses efforts répétés pendant près de dix ans, le traditionalisme n'aura eu que peu d'influence, aussi bien sur le fascisme italien que sur le national-socialisme allemand, notamment parce que son élitisme s'accommodait mal avec la dimension populaire de masse des deux régimes. Déconsidéré tant par la majorité des fascistes que par une bonne partie des nationaux-socialistes — oscillant entre l'incompréhension et l'hostilité à son égard —, il n'aura somme toute trouvé durant cette période une audience que parmi les courants ultra-conservateurs allemands qui finissent décimés par les nazis arrivés au pouvoir.

### L'après-guerre
Après plusieurs années passées à l'hôpital en Autriche, puis en Italie, il retourne en 1948 à Rome dans sa ville natale. Il a la surprise de rencontrer des groupes de jeunes de droite parmi lesquels son nom et ses livres sont bien connus. C'est à eux que s'adressent Orientations (1950) et Les Hommes au milieu des ruines (1953).
Il est arrêté par la police italienne en 1951 pour « glorification du fascisme » et « incitation intellectuelle à l'insurrection ». Il est acquitté après plusieurs mois de jugement. Lors de sa défense, il affirme que les « idées propres au fascisme » dont on l'accuse impliquent de faire asseoir également au banc des accusés « le Platon de la République, un Metternich, un Bismarck, le Dante du De Monarchia et ainsi de suite ». Il publie successivement Métaphysique du sexe (1958), une étude sur les aspects métaphysiques de la sexualité, et Chevaucher le tigre (1961), où il indique la voie d'un « anarchisme de droite ». Dans Le Chemin du cinabre (1963), une autobiographie, Evola consacre un chapitre à l'œuvre d'Ernst Jünger, qu'il aurait souhaité traduire en italien. Il publie ensuite Le Fascisme vu de droite (1964), L'Arc et la massue (1968), et Méditations du haut des cimes (1974), une collection d'essais rassemblés par Renato Del Ponte. Dans ce livre, Evola montre le moyen d'une réalisation intérieure grâce à l'alpinisme. Un appendice est consacré à l'œuvre du peintre Nicolas Roerich, à laquelle Evola accorde une signification spirituelle.
Il meurt à Rome le 11 juin 1974 et ses cendres sont dispersées dans une crevasse du Mont Rose par Renato Del Ponte.

## Philosophie

### Métaphysique de l'histoire
Julius Evola s'oppose radicalement à l'évolutionnisme. Pour lui, l'homme ne s'élève pas de l'animal au surhomme, mais au contraire descend du divin et chute dans le règne du matériel. En cela, il est un « penseur de la décadence » et se réfère à la doctrine des quatre âges, issue d'une tradition à la fois occidentale et orientale, qui à la suite d'une dernière phase, admet le retour d'un âge d'or avec lequel débute un nouveau cycle. D'autre part, Evola s'appuie sur un arrière-plan métaphysique qui se traduit par la lutte incessante entre « les forces du cosmos » et « les forces du chaos ». La cause de la subversion et de la régression des castes est attribuée à une « main occulte ». Dans Le Mystère du Graal (1937), il partage la thèse faisant de la franc-maçonnerie une force subversive s'opposant au traditionalisme et qui serait le moteur des principaux bouleversements politiques depuis la Révolution française.

### Critique du monde moderne
Evola voit dans l'histoire une vaste décadence continue, la perte de traditions, l'effondrement des valeurs viriles et le triomphe de la féminité. L'individualisme moderne coupe l'individu des cercles protecteurs de la famille, des ordres, des castes ou corporations. La conséquence politique est le rejet de toute hiérarchie, et la régression des castes. Celle-ci disparaît alors au profit d'une démocratie égalitariste, antithèse de l'organicisme traditionnel : « l'homme régresse du plan personnel dans l'anonymat, le troupeau, la quantité pure, chaotique, inorganique. » Se voulant un gibelin contre les guelfes, Evola reproche au christianisme d'avoir apporté les germes de cet égalitarisme.

« Le principe selon lequel les hommes sont tous libres par nature et possèdent tous des droits égaux est une véritable absurdité puisque par nature les hommes ne sont pas égaux. Quand on a dépassé le stade simplement naturaliste, être une personne n'est pas une qualité uniformément distribuée, elle ne peut constituer une dignité égale pour tous et dérivant de la simple appartenance d'un individu à l'espèce biologique “homme”. »

— Julius Evola, Les Hommes au milieu des ruines, 1953.
Pour l'auteur italien, l'importance croissante de l'économie dans le monde moderne apparaît comme une « démonie de l'économie », une sorte d'hallucination exerçant une emprise hypnotique. « Véritable pathologie de la civilisation », elle se présente comme le passage d'un organisme du type humain au type infra-humain. Elle établit une hiérarchie illusoire, fondée sur les différences de revenus, de rang politique ou professionnel. Tandis que le monde antique dédaignait le travail, parce qu'il connaissait l'action, l'avènement du monde moderne élève le travail au rang de religion. Cette sublimation du travail annonce la mort de l'action au sens traditionnel. De même, le sport comme travail est une contrefaçon de l'action au sens noble. Il est une forme dégradée de l'ascèse, sans aucune référence supérieure.
Evola condamne également l'intellectualisme, auquel il oppose la notion allemande de Weltanschauung, de « vision du monde », qui « ne se fonde pas sur une connaissance livresque mais sur une configuration intérieure et une sensibilité ayant non pas un caractère acquis mais inné ». « La vision du monde n'est pas quelque chose d'individuel mais procède d'une tradition ». Evola reproche à la culture libérale moderne de mettre à la disposition du plus grand nombre une multitude de messages que la plupart des individus, privés de tout point de référence traditionnel, sont incapables de trier, d'analyser et de critiquer. Il reproche enfin au monde moderne son culte de l'« intellectuel » qui ne correspond nullement à l'ordre hiérarchique normal. « Nous redisons que le “génie” et l'“intelligence” sont eux-mêmes des idoles et des superstitions de l'époque bourgeoise, les mots d'ordre d'une civilisation de parvenus. On ne peut dépasser la bourgeoisie qu'en remontant jusqu'au monde qui, dans l'ordre hiérarchique traditionnel, se tient au-dessus des bourgeois : et ce monde supérieur est formé de guerriers et d'ascètes, non de personnes de “génie” et d'intellectuels, les uns et les autres n'étant que des appendices “humanistes” d'une civilisation de type bourgeois ».

### Critique du christianisme
Evola rejette le christianisme, et dans une large mesure, le catholicisme, comme « la racine du mal qui a corrompu l'Occident ». Il considère le christianisme comme une « forme désespérée du dionysisme », agissant sur un plan affectif et non plus initiatique. Il lui reproche son caractère féminin, dévirilisé, et sa prédominance du pathos sur l’ethos. Son idéal de la collectivité est l'antithèse de l'idéal héroïque de la personnalité, et sa vision de la nature annonce la fin des sciences sacerdotales. D'autre part, Evola s'oppose à toute attitude mystique, qu'il place sous le signe du pôle féminin de l'âme, et trace une frontière entre mystique et initiation. Violemment anti-catholique à ses débuts, notamment dans Impérialisme païen, Evola nuancera son jugement par la suite. Il reconnaîtra notamment au christianisme des origines « la valeur d'une voie possible, désespérée et tragique, de salut ». Néanmoins, il admettra que cette évolution de sa pensée est seulement « un fait intellectuel, un devoir d'objectivité, le quid specificum du christianisme continuant cependant à ne trouver aucune résonance dans [sa] nature ».

### Pensée politique
« La légitimation la plus haute et la plus réelle d'un véritable ordre politique, donc de l’État, réside […] dans le fait qu'il suscite et entretient la disposition de l'individu à agir et penser, à vivre, lutter et éventuellement mourir, en fonction d'un but qui dépasse sa simple individualité. »

— Julius Evola, Les hommes au milieu des ruines, Guy-Trédaniel-Pardès, 1984, p. 58.
Dans Révolte contre le monde moderne (1934), l'auteur italien oppose au monde moderne le monde traditionnel. Tandis que le premier est par nature temporel et historique, le second est au-delà du temps. Ainsi, il accorde plus d'importance au contenu mythique de l'histoire qu'à son contenu temporel. Il oppose d'abord le caractère métaphysique de l'autorité traditionnelle, à la conception moderne fondée sur l'intelligence et la force. Dans les temps anciens, l'autorité est apportée par en haut, par la divinité, et non par la communauté des gens qu'elle gouverne. Le souverain s'impose par sa nature supérieure, comme un dieu parmi les hommes, puis à titre accessoire par sa force matérielle. D'après la tradition, la loi et l’État ont un caractère sacré. Contrairement à la conception moderne, l’État ne trouve pas sa légitimité auprès du peuple, mais est à son égard un principe masculin, lumineux, vis-à-vis d'une substance féminine, nocturne. Ils interagissent selon le principe de polarité et non celui d'un quelconque droit naturel. Ainsi le fondement de la hiérarchie des castes n'est pas politique ou économique, mais avant tout spirituel.
Evola se réclame d'une Tradition primordiale, d'origine hyperboréenne, et s'inspire pour cela des travaux de René Guénon, Hermann Wirth et Johann Jakob Bachofen. D'après cette Tradition, les fonctions sont réparties par un système hiérarchisé de castes, en quatre parties, selon la terminologie hindoue : chefs religieux (« brahmanes »), noblesse guerrière (« kshatriya »), bourgeoisie marchande (« vaishya ») et serfs (« shudra »). Pour l'auteur italien, l'appartenance à une caste prime sur celle à une nation, c'est pourquoi il est favorable à un pouvoir impérial et fédératif, plutôt qu'à un nationalisme intégral de type maurrassien. L’État est bâti autour d'un centre, incarné dans la personne d'un chef spirituel et temporel, le monarque sacré. Contrairement à René Guénon, pour qui l'autorité spirituelle a le pas sur le pouvoir temporel, Evola estime que la figure du monarque dépasse les deux fonctions. Il se positionne contre la démocratie et surtout le communisme qu'il considère aussi comme l'échelon le plus bas à atteindre sur l'échelle du politique. Il semble en revanche partisan de la monarchie, et déclare « qu’une vraie Droite sans monarchie est privée de son centre de gravité et de fixation naturel. » Selon lui, il est « très difficile de concevoir une vraie Droite en l’absence d’une monarchie, ».
Evola apprécie dans le fascisme italien son caractère « réactionnaire, » c'est-à-dire proche de la pensée politique traditionnelle. Il estime que le choix du modèle romain antique par le régime fasciste est un choix plein d'audace, et l'occasion de « faire agir un héritage oublié : sur le plan du caractère, de la formation intérieure et extérieure, du style, et de l'éthique. » Il loue le régime mussolinien d'avoir relevé l'idée d'État en tant que pur principe d'autorité, conformément à la tradition européenne, et repousse une conception fausse de l'État consistant à suivre passivement les forces de la réalité économique et sociale. Il reproche cependant au fascisme italien son totalitarisme, qu'il considère comme une déviation. Dans un article rédigé pour la revue La Torre, en avril 1930, Evola prône un fascisme « plus radical, plus intrépide, un fascisme vraiment absolu, fait de force pure, inaccessible à tout compromis. » Evola estime que le fascisme est encore loin d'incarner un régime traditionnel légitime, ce qui lui vaut de l'inimitié à l'intérieur du régime. Il écrit dans Le Chemin du cinabre : « au lieu de ne pas respecter réputation et noms connus, au lieu de soumettre chacun à une révision radicale, le fascisme eut l'ambition de provincial et de parvenu de rassembler autour de lui les "représentants de la culture" bourgeoise existante ». Il se montre également critique à l'égard du national-socialisme, dont il dénonce, entre autres, le racisme biologique, l'antisémitisme, et surtout le caractère « prolétarien ». De fait, Evola refusera toujours de voter et n'adhérera jamais au parti fasciste italien.
Evola prône un retour à une spiritualité « active », « guerrière », qu'il estime plus fidèle à la tradition occidentale. C'est pourquoi il cherche à établir un lien direct entre la Tradition et la politique de son temps. Mais la chute dans le règne des masses impose de passer par des voies indignes de l'aristocratie traditionnelle, comme le recours au vote des masses, ou l'exécution d'un coup d’État, comme n'importe quel usurpateur. Pour assurer la restauration de l’État traditionnel, Evola propose une action tout d'abord occulte, puis la création d'une force militaire capable d'effectuer un coup de force. C'est dans ce sens que l'auteur est favorable au fascisme italien et au national-socialisme. Il accorde une grande importance à la notion d'Ordre, s'opposant à la notion naturaliste de Patrie. Dans Le Fascisme vu de droite (1964), Evola montre son admiration pour les récentes incarnations de ces Ordres dans des formations comme la Garde de fer roumaine, la Phalange espagnole, ou les SS. Il voit en ces derniers les bases d'une nouvelle élite spirituelle européenne, dont il estime à la fois l'esprit spartiate, la discipline rigoureuse, le sens de la fidélité et de l'honneur, l'intrépidité physique, et l'éthique de l'action dépersonnalisée.

### Chevaucher le tigre
Dans Chevaucher le tigre (1961), Evola donne à l'« homme différencié » les lignes d'action à suivre dans un climat de dissolution. Il prône un détachement de l'action extérieure, ou « apoliteia », une distanciation intérieure « à l’égard de la société moderne et de ses “valeurs” ». En opposition avec la thèse contenue dans Les Hommes au milieu des ruines qui prêchait un « réalisme de l'idée », l'auteur préconise un détachement à l'égard du politique. Convaincu de « l'impossibilité d'agir de manière positive dans le sens d'un retour réel au système normal et traditionnel », l'auteur italien vise à « abandonner tout but positif extérieur, rendu irréalisable par une époque de dissolution comme la nôtre ». Cette attitude ne s'oppose pas à une action dans le domaine politique, mais l'essentiel est de ne pas s'illusionner sur les effets positifs d'une telle action. Il veut ainsi donner à ceux qui se sentent dans le monde sans être de ce monde des moyens de se confronter à la modernité et de se dépasser en « chevauchant le tigre ». Ce livre est décrit par Adriano Romualdi comme le « bréviaire » d'une génération déracinée d'intellectuels de droite, un livre à placer auprès des œuvres de Sénèque, de Marc Aurèle et d'Épictète.

« S'il devait être question d'une réaction de fond contre le système, ce qui revient à dire contre les structures de la société et du monde moderne en général, selon moi, il y a peu de perspectives […] Il ne s'agirait pas de contester ou de polémiquer mais de tout faire sauter : ce qui, à ce jour, est évidemment de l'ordre de la fantaisie ou de l'utopie, en laissant une bonne place à l'anarchisme sporadique. La chose possible et importante est l'action de défense intérieure individuelle, pour laquelle la formule adaptée est : “Fais en sorte que ce sur quoi tu n'as pas prise, ne puisse avoir de prise sur toi”. »

— Julius Evola, Interview de Gianfranco de Turris, « Il Conciliatore », 15 janvier 1970.

### La Doctrine de l'éveil
Dans La Doctrine de l’éveil (1943), Evola propose de mettre en lumière la vraie nature du bouddhisme des origines. Son interprétation, basée sur le canon Pali, rejette les interprétations occidentales faisant du bouddhisme une religion quiétiste et humanitaire. Dans un premier temps, il donne une définition de l'ascèse. Dans son aspect élémentaire, l'ascèse est un exercice, une discipline à caractère impersonnel, visant à soumettre toutes les forces de l'être humain à un principe central, éloigné du courant éternel du devenir. La morale prend une valeur purement instrumentale, et tout précepte éthique est jugé à l'aune de ses effets « ascétiques. » Destinée à détruire un oubli, une ignorance survenus dans l'être, le bouddhisme permet une réalisation spirituelle libre de toute mythologie religieuse ou morale.

### Race
Julius Evola s'est beaucoup intéressé au problème de la race, au travers de sa vision traditionnelle du monde, notamment dans ses livres, Synthèse de doctrine de la race (en) (1941), Le Mythe du sang (1937), Éléments pour une éducation raciale (1941), ainsi que dans son introduction à la réédition italienne des Protocoles des sages de Sion (1938). La vision d'Evola sur la race puise sa source dans son élitisme aristocratique. Selon le professeur d'études européennes Paul Furlong, Evola a développé ce qu'il a appelé « la loi de la régression des castes » dans Révolte contre le monde moderne et d'autres écrits sur le racisme, dans les années 1930 et de la Seconde Guerre mondiale. Selon Evola, « le pouvoir et la civilisation ont progressé de l'une à l'autre des quatre castes – chefs sacrés, noblesse guerrière, bourgeoisie (économie, "marchands") et esclaves ».
Furlong explique : « Pour Evola, le noyau de la supériorité raciale résidait dans les qualités spirituelles des castes supérieures, qui s'exprimaient par des caractéristiques physiques aussi bien que culturelles, mais n'étaient pas déterminées par elles. La loi de la régression des castes place le racisme au cœur de la philosophie d'Evola, puisqu'il voit une prédominance croissante des races inférieures comme directement exprimée à travers la démocratie des masses modernes ».
Comme René Guénon, Evola croyait que l'humanité vivait dans le Kali Yuga de la tradition hindoue – l'âge sombre des appétits matérialistes déchaînés. Il a fait valoir que le fascisme italien et le nazisme représentaient l'espoir que la race aryenne « céleste » serait reconstituée. Il s'est inspiré des récits mythologiques des super-races et de leur déclin, en particulier les Hyperboréens, et a soutenu que des traces d'influence hyperboréenne pouvaient être ressenties chez les hommes indo-européens. Il croyait que les Indo-Européens étaient issus de ces races nordiques et mythologiques supérieures.
Dans le langage d'Evola, le mot « race » est d'abord synonyme de « qualité », dans le sens de qualité individuelle et non dans le sens d'une entité collective personnifiée. Du point de vue aristocratique, elle est une valeur en ce sens qu'elle s'écarte d'une égalité informelle. Elle est qualifiante, individuante. L'anthropologie, dite « aristocratique », d'Evola est essentiellement organique : l'homme est doté d'une structure en trois niveaux : biologique, psychique et spirituel. De même, l'homme ne doit pas être pris en soi, comme un atome ou un nombre, mais en tant que « membre d'une communauté », porteur de rapports organiques avec celle-ci. Evola reconnaît dans l'homme des dons comportementaux innés, comme le courage, la fidélité ou le sens de l'honneur, mais il ne croit ni « à l'action mécanique du milieu […] [ni au] fatalisme de l'hérédité ». Il compare l'hérédité à un patrimoine qu'il est loisible de parfaire, ou de dissiper, d'où l'importance du rôle de la personnalité, donc de la nécessité d'« éveiller un sens de la responsabilité bien précis chez l'individu. » Dans ce sens, l'État doit guider l'individu dans ses choix, sans pour autant le contraindre par des mesures violentes.
L'auteur admet l'existence d'une « race pure », au sein de laquelle sont assemblés de façon harmonieuse le corps, l'âme et l'esprit, et lorsque ce dernier domine tout l'être humain. À l'opposé sont situées les « races de nature » dont, à la suite d'une dégénérescence, le centre spirituel s'est déplacé vers l'instinct collectif, et dont la forme religieuse est le totémisme. Evola reprend les théories de Ludwig Ferdinand Clauss, pour lequel il existe dans chaque race, au-delà de dons spécifiques, différents traits de comportement qui s'expriment avec une force plus ou moins vive. Il reprend chez un autre théoricien de langue allemande, le bâlois Johann Jakob Bachofen (1815-1887), l'auteur du Mutterrecht  (1861) - Le Droit Maternel - une typologie des différentes « races de l'esprit », hiérarchisées d'après leur pureté spirituelle.
Avant la fin de la Seconde Guerre mondiale, Evola utilisait fréquemment le terme « aryen » pour désigner la noblesse, qui, selon lui, était imprégnée de spiritualité traditionnelle. L'historien Wiley Feinstein écrit que cette interprétation a rendu le terme « aryen » plus plausible dans un contexte italien et a ainsi favorisé l'antisémitisme dans l'Italie fasciste. L'interprétation d'Evola a été adoptée par Benito Mussolini, qui a déclaré en 1938 que « la civilisation de l'Italie est aryenne ». Elisabetta Cassina Wolff note qu'Evola semble avoir cessé d'écrire sur la race en 1945, mais ajoute que les thèmes intellectuels des écrits d'Evola étaient cependant inchangés. Evola a continué à écrire sur l'élitisme et son mépris pour les faibles. Sa « doctrine de la super-race aryenne-romaine a été simplement reformulée comme une doctrine des "chefs d'hommes"… non plus en référence aux SS, mais aux chevaliers teutoniques médiévaux ou aux Templiers, déjà mentionnés dans Révolte ».

### Antisémitisme
Les écrits d'Evola à la fin des années 1930 ont fourni des arguments en faveur de la répression des Juifs par l'Italie fasciste. Evola a encouragé et loué les lois raciales antisémites de Mussolini en 1938 et a appelé à une « élite aryenne suprême » pour s'opposer aux Juifs. Dans certains de ses écrits, Evola a qualifié les Juifs de « virus ». Il a déclaré que la victoire finale du fascisme et du nazisme sur les Juifs mettrait fin à « la décadence spirituelle de l'Occident » et « rétablirait ainsi un véritable contact entre l'Homme et une réalité transcendante et suprasensible ».
Evola a écrit la préface et un essai dans la deuxième édition italienne du faux pamphlet antisémite Les Protocoles des Sages de Sion, publiée en 1938 par le fasciste catholique Giovanni Preziosi. Dans ce document, Evola a soutenu que les Protocoles – qu'ils soient ou non un faux – « contiennent le plan d'une guerre occulte, dont l'objectif est la destruction totale, chez les peuples non juifs, de toute tradition, classe, l'aristocratie et la hiérarchie, et de toutes les valeurs morales, religieuses et spirituelles ». Il était un admirateur de Corneliu Codreanu, le chef antisémite de la Garde de fer roumaine fasciste. Après l'assassinat de Codreanu en 1938 sur ordre du roi Carol II, Evola s'insurge contre « la horde judaïque » qu'il accuse de planifier « la tyrannie talmudique et israélite ».
Evola estime que les Juifs ne forment pas une race biologique, mais une « race spirituelle, » participant, en paraphrasant Otto Weininger, à l'idée platonicienne de judaïté. Il reconnaît au judaïsme des origines son caractère orthodoxe, donc impeccable au point de vue spirituel ; d'après lui, une crise spirituelle a affecté cette tradition, qui a donné naissance au judaïsme « moderne », dominé par une spiritualité décomposée et suspecte. Cependant, Evola nie formellement l'existence d'une conspiration juive, et insiste sur la nécessité de ne pas « s'abandonner à des manifestations de haine ». Il admet l'existence d'un « plan de subversion mondiale » au caractère occulte et non humain. En 1942, il a aussi contribué à une brochure Gli ebrei hanno voluto la guerra (Les juifs ont voulu la guerre) pour l'article La civilisation occidentale et l'esprit juif.
L'antisémitisme d'Evola ne met pas l'accent sur la conception nazie des Juifs en tant que « représentants d'une race biologique », mais plutôt en tant que « porteurs d'une vision du monde, d'une manière d'être et de penser – en un mot, un esprit – qui correspondait au « pire » et les caractéristiques « les plus décadentes » de la modernité : la démocratie, l'égalitarisme et le matérialisme », écrit l’historienne Elisabetta Wolff. Selon elle, « le racisme "totalitaire" ou "spirituel" d'Evola n'était pas plus doux que le racisme biologique nazi », et Evola essayait de promouvoir une « version italienne du racisme et de l'antisémitisme, qui pourrait être intégré dans le projet fasciste de créer un Homme Nouveau ».
Evola rejetait le racisme biologique d'Alfred Rosenberg, le jugeant réductionniste et matérialiste. Il a également soutenu que l'on pouvait être « aryen » mais avoir une âme « juive », et pouvait être « juif » mais avoir une âme « aryenne ». De l'avis d'Evola, Otto Weininger et Carlo Michelstaedter étaient des Juifs de caractère « suffisamment héroïque, ascétique et sacré » pour entrer dans cette dernière catégorie. En 1970, Evola a décrit l'antisémitisme d'Adolf Hitler comme une idée fixe paranoïaque qui a nui à la réputation du Troisième Reich. Mais Evola n'a jamais clairement reconnu l'Holocauste commis par les régimes auxquels il était associé, perpétrés au nom du racisme. Paul Furlong a qualifié cette position de « faute fatale qui, à elle seule, devrait suffire à détruire son autorité ».

### Métaphysique du sexe
Dans Métaphysique du sexe (1958), Evola se réclame d'une anthropologie qui reconnaît à l'homme la dignité d'un être. Il se défend d'un darwinisme ou d'un biologisme, d'après lequel l'homme serait cousin du singe par évolution. Son point de départ est la doctrine traditionnelle, faisant descendre le singe de l'homme par involution. Il estime, comme Joseph de Maistre que « les peuples sauvages ne sont pas des peuples primitifs au sens de peuples originels, mais, pour la plupart d’entre eux, des vestiges dégénérescents, crépusculaires, nocturnes, de races plus anciennes qui ont entièrement disparu ». De la même manière, il considère la sexualité animale telle qu'elle peut apparaître chez l'homme moderne, comme un relâchement et une régression. Il envisage l'amour non comme un soi-disant « instinct de reproduction », mais plutôt comme un phénomène magnétique, fondé sur la polarité des sexes.
Evola part d'un contenu mythique, celui des dieux et des déesses, pour définir la masculinité et la féminité. Il s'inspire des thèses d'Otto Weininger, auxquelles ce livre devait constituer une introduction. Le sexe intérieur d'un individu serait le résultat d'un dosage de masculinité et de féminité, auquel le sexe physique ne correspondrait pas toujours. La normalité ne se situerait pas à égale distance de la masculinité et de la féminité, mais de la conformité maximale au Type. Aussi ce qui est « typique » serait non pas le plus fréquent, mais au contraire très rare. Il condamne l'homosexualité en tant que contraire au caractère magique de l'amour sexuel. Cependant l'usage que fait Evola du mot « virilité » ne doit pas s'entendre comme un « machisme » typiquement méditerranéen. Il méprise l'image occidentale de l'homme à la virilité exacerbée. Il le compare, dans La Doctrine de l’éveil (1943) et dans L’Arc et la massue (1968), à un « crustacé », c'est-à-dire à un type humain dur à l'extérieur, et mou à l'intérieur. À cette « sexualisation tronquée et vide », il oppose la virilité spirituelle, dotée d'une supériorité innée.

## Accueil de l’œuvre
Julius Evola est arrêté en 1951 dans le cadre de l'affaire du Front d'action révolutionnaire et accusé de reconstitution du Parti fasciste. Lors de son procès, Evola ne dissimule pas ses idées politiques et reconnaît la fréquentation du Front d'Action Révolutionnaire qu'il influence :

« J’ai défendu, et je défends, des “idées fascistes”, non en tant qu’elles étaient “fascistes”, mais dans la mesure où elles reprenaient une tradition supérieure et antérieure au fascisme, où elles appartenaient à l’héritage de la conception hiérarchique, aristocratique et traditionnelle de l’État — conception ayant un caractère universel et qui s’est maintenue en Europe jusqu’à la Révolution française. En réalité, les positions que j’ai défendues et que je défends en tant qu’homme […] ne doivent pas être dites “fascistes”, mais traditionnelles et contre-révolutionnaires »

— Julius Evola, « Autodéfense », in Totalité, octobre 1985, p. 87.
Dans l'optique de ladite politique contre-révolutionnaire, il est incontestable qu’Evola a considéré que le fascisme et le national-socialisme avaient eu un caractère positif. Il est considéré par la droite radicale, comme elle se nomme elle-même, et les divers courants du néofascisme, de même que par les commentateurs critiques opposés, comme le penseur privilégié du néo-fascisme italien jusqu'à sa mort, en 1974. Il donnera également des armes idéologiques au Centro Studi Ordine Nuovo, et à des fractions du Mouvement social italien.
Il déplore cependant l'absence d'une vraie droite vraiment radicale et de forces susceptibles d'aller dans le sens qu'il préconise pour la réalisation de ses idées politiques. Dans Le Fascisme vu de droite (1964), il écrit : « Il faut dire qu’aujourd’hui il n’y a pas en Italie une Droite digne de ce nom ». Et, dans Le Chemin du Cinabre (1963), il écrit encore : « En dehors de l’adhésion de représentants des jeunes générations, attirés surtout par les fondements que les doctrines traditionnelles offrent à une orientation de Droite, les personnes qualifiées arrivées à maturité qui, dans le domaine des études et en partant des positions que j’ai défendues ou fait connaître, sont allées plus loin par des développements personnels sérieux, méthodiques et médités […] ces personnes sont pratiquement inexistantes ».
À la fin des années 1960, une lecture radicale de l'« apoliteia » évolienne, montre la voie d'un engagement politique exaspéré, la « voie héroïque », pour en finir avec le système politique actuel. Cette ligne, suggérée par Franco Freda dans La Désintégration du système (1970), prône l'alliance avec l'extrême-gauche dans la lutte armée anti-bourgeoise. Un écrit de Julius Evola, La Doctrine aryenne du combat et de la victoire (1940), réimprimé par Freda en 1970 et 1977, constitue une sorte de nouveau bréviaire mystico-ascétique du soldat politique. Il inspire un « spontanéisme armé », dont le but est de réagir toutes les fois que l'honneur et la dignité du militant l'exigent, dans le cadre de la « guerre sainte. » Les disciples d'Evola, nouveaux « Légionnaires », se réclament d'une éthique guerrière et prônent « l'action en soi, le combat quotidien pour l'affirmation de sa propre nature. » Il est également une source idéologique des Noyaux armés révolutionnaires dont le terrorisme « noir » culminera avec l'attentat de la gare de Bologne en 1980.

### Accueil hors d'Italie
Julius Evola est traduit pour la première fois en France en 1956, et fait l'objet depuis de nombreux livres et articles. Entre 1977 et 1987, le Cercle Culture et Liberté lance Totalité, une revue traditionaliste-révolutionnaire d'inspiration évolienne, et contribue à la diffusion des idées du penseur italien. La réception en France de l’œuvre d'Evola passe également par la « Nouvelle Droite » française, dont il est un penseur de référence. Le Groupement de recherche et d'études pour la civilisation européenne (GRECE) s'emploie à faire connaître Evola dans des revues comme Nouvelle École et Éléments, et publie Julius Evola, le visionnaire foudroyé (1977), un ouvrage collectif comportant le texte complet d'Orientations et un large résumé des Hommes au milieu des ruines.
L'influence d'Evola s'exerce dans les écrits d'Alain de Benoist, de Robert Steuckers, Marco Tarchi, Michael Walker ou encore Alexandre Douguine — particulièrement en France et en Italie, mais également sur les milieux néofascistes et les formations néonazies européennes et américaines contemporaines, notamment dans son aspect ésotérique et « pagano-aryen ». Aux États-Unis, Evola est également une référence de la droite alternative et du militant conservateur Steve Bannon.
Le 6 mai 2020, le président français Emmanuel Macron effectue un clin d'œil à Chevaucher le tigre, l'un des derniers ouvrages d'Evola, lors d'une visioconférence avec des acteurs du secteur culturel (alors sinistré par la pandémie de Covid-19), ce qui ne manque pas d'amuser le ministre de la Culture Franck Riester.

### Le second Evola et un second public de lecteurs
À côté du Evola et de sa réception politique et métapolitique, il existe un autre Evola, même s'il s'agit évidemment du même homme : l'historien des religions, le spécialiste des doctrines ésotériques, le chercheur orientaliste. Il a été publié par exemple par un éditeur comme Fayard et est reçu par un public assez nombreux pour être régulièrement réédité. Ainsi, dans un article de 1972, relatif au Yoga tantrique, Marguerite Yourcenar note : « Il est de ceux que la Révolte contre le monde moderne […], si justifiée qu'elle soit en partie, a entraînés dans des parages plus périlleux encore que ceux qu'ils croyaient quitter », mais relève en lui un « érudit de génie ». Il existe en France et ailleurs deux approches d'Evola, radicalement différentes, et faites par deux milieux qui s'ignorent.

## Œuvres

### Essais philosophiques
- La Tradition hermétique (1931), Éditions Traditionnelles, 1983
- Masques et visages du spiritualisme contemporain (1932), Éditions Pardès, 1972
- Révolte contre le monde moderne (1934), L’Âge d’Homme, 1991, L'Âge d'Homme-Guy Trédaniel, 2009 (rééd.)
- Trois aspects du judaïsme (1936), Éditions de l'Homme Libre, 2006
- Le Mystère du Graal (1937), Éditions Traditionnelles, 1974
- Le Mythe du sang (1937), Éditions de L’Homme libre, 2015.
- Synthèse de doctrine de la race (1941), Éditions de L’Homme Libre, 2002
- Éléments pour une éducation raciale (1941), Éditions Pardès, 1984
- La Doctrine aryenne du combat et de la victoire (1941), Éditions Pardès, 1987
- Introduction générale à la doctrine fasciste de la race (1942/1943), Cariou Publishing, 2021
- La Doctrine de l’éveil (1943), Éditions Archè, 1976
- Le Yoga tantrique (1949), Fayard, 1971
- Métaphysique du sexe (1958), L'Âge d'Homme-Guy Trédaniel, 2006
- Chevaucher le tigre (1961), Éditions La Colombe, 1964, Guy Trédaniel, 2002 (rééd.)
- L’Arc et la massue (1968), Éditions Trédaniel, 1983
- Le Taoisme (1972), Éditions Pardès, 1989

### Essais politiques
- Impérialisme païen (1928), édition italienne, Éditions Pardès, 2004
- Impérialisme païen (1933), édition allemande, Cariou Publishing, 2023
- Orientations (1950), Éditions Pardès, 2011
- Les Hommes au milieu des ruines (1953), Éditions Pardès, 1984
- La Figure du Travailleur chez Ernst Jünger (1960), Éditions La Nouvelle Librairie, 2020  (ISBN 978-2491446246)
- Le Fascisme vu de droite, suivi de Notes sur le Troisième Reich (1964), Éditions Pardès, 1981

### Autobiographie
- Le Chemin du cinabre (1963), Éditions Archè, 1983

### Journaux
- Journal 1943-1944 (du 25 juillet à la prise de Rome), Nantes, Éditions Ars Magna, coll. Evoliana, 2022

### Recueils et anthologies
- La Parole obscure du paysage intérieur, 1920
- Hiérarchie et démocratie, avec René Guénon (1970), Éditions de l'Homme libre, 1999
- Méditations du haut des cimes (1974), Éditions Pardès, 1986 ; Éditions du Lore, 2006
- Symboles et mythes de la tradition occidentale (1977), Éditions Archè, 1980
- Métaphysique de la guerre, Éditions Archè, 1980
- Orient et Occident, Éditions Archè, 1982
- Ur et Krur, Introduction à la magie (3 vol. : 1927, 1928, 1929), Éditions Archè, 1983-1985
- Écrits sur la Franc-maçonnerie, Éditions Pardès, 1987
- Essais politiques, Éditions Pardès, 1988
- Explorations, Éditions Pardès, 1989
- L'Europe ou le déclin de l’Occident, Rémi Perrin, 2000
- Phénoménologie de la subversion, Éditions de L’Homme Libre, 2004
- Virilité spirituelle, Nantes, Éditions Ars Magna, coll. Evoliana, 2006
- Le Petit livre noir, Lausanne, Éditions Lohengrin, 2019 (1re éd. 1999, Rémi Perrin)  (ISBN 978-2970129202)
- Le Génie d'Israël, Paris, Éditions de l'Homme Libre, 2019, 454 p.
- Commentaire des Vers dorés de Pythagore, préfacé, annoté et traduit de l'italien par Emmanuel Dufour-Kowalski, Éditions Archè, 2020.
- Colloque avec le Baron : Entretien inédit avec Julius Evola (1973), Nantes, Éditions Ars Magna, coll. Evoliana, 2021
- Lettres de Julius Evola à Carl Schmitt et à Ernst Jünger, Nantes, Éditions Ars Magna, coll. Evoliana, 2021
- L’École de Mystique Fasciste: écrits sur la mystique, l'ascèse et la liberté (1940-1941), Nantes, Éditions Ars Magna, coll. Evoliana, 2022
- Paneurope et fascisme, entretien avec le comte Richard Nikolaus von Coudenhove-Kalergi, Nantes, Éditions Ars Magna, coll. Evoliana, 2023